# Вальер, Сильвестро
Сильвестро Вальеро или Вальер (28 марта 1630, Венеция — 7 июля 1700, Венеция, Венецианская республика) — 109-й дож Венеции. Правил с 25 февраля 1694 до своей смерти. Морейская война между Венецианской республикой и Османской империей, шедшей с 1684, закончилась в правление Вальера в январе 1699 года.

## Биография
Единственный сын Бертуччо Вальера, дожа Республики с 1656 по 1658 годы. Согласно хроникам, не выделялся каким-то особыми качествами, если не считать статную внешность и хорошо поставленную речь. Поэтому политическую карьеру сделал на дипломатическом поприще, где эти качества могли быть оценены окружающими. Никогда не отказывал себе в удовольствиях, но при этом не был скупым и помогал бедным, за что был очень популярен в народе.

## Правление
После смерти Франческо Морозини в Венеции не было человека, сравнимого с ним по авторитету в вопросах войны и экономики. Уже много лет Венеция вела изнурительную войну, которая опустошала казну и отнимала много сил. Поэтому новым дожем выбрали человека с представительной внешностью, но без чрезмерных амбиций. Сильвестро Вальеро стал дожем 25 февраля 1694 года, после чего сразу же организовал в городе торжественные мероприятия для всех социальных слоёв. Во время его правления продолжалась война с турками с переменным успехом, которая была закончена в январе 1699 года Карловицким миром. По условиям мирного договора за Венецией были закреплены Пелопоннес и Далмация, но Венеция осталась недовольна, ибо считала, что это не покроет понесённых на войну расходов.
Скончался 7 июля 1700 года и похоронен вместе со своей женой и своим отцом (тоже дожем), в роскошном склепе, выполненном в стиле «барокко», в Базилике святых Иоанна и Павла.

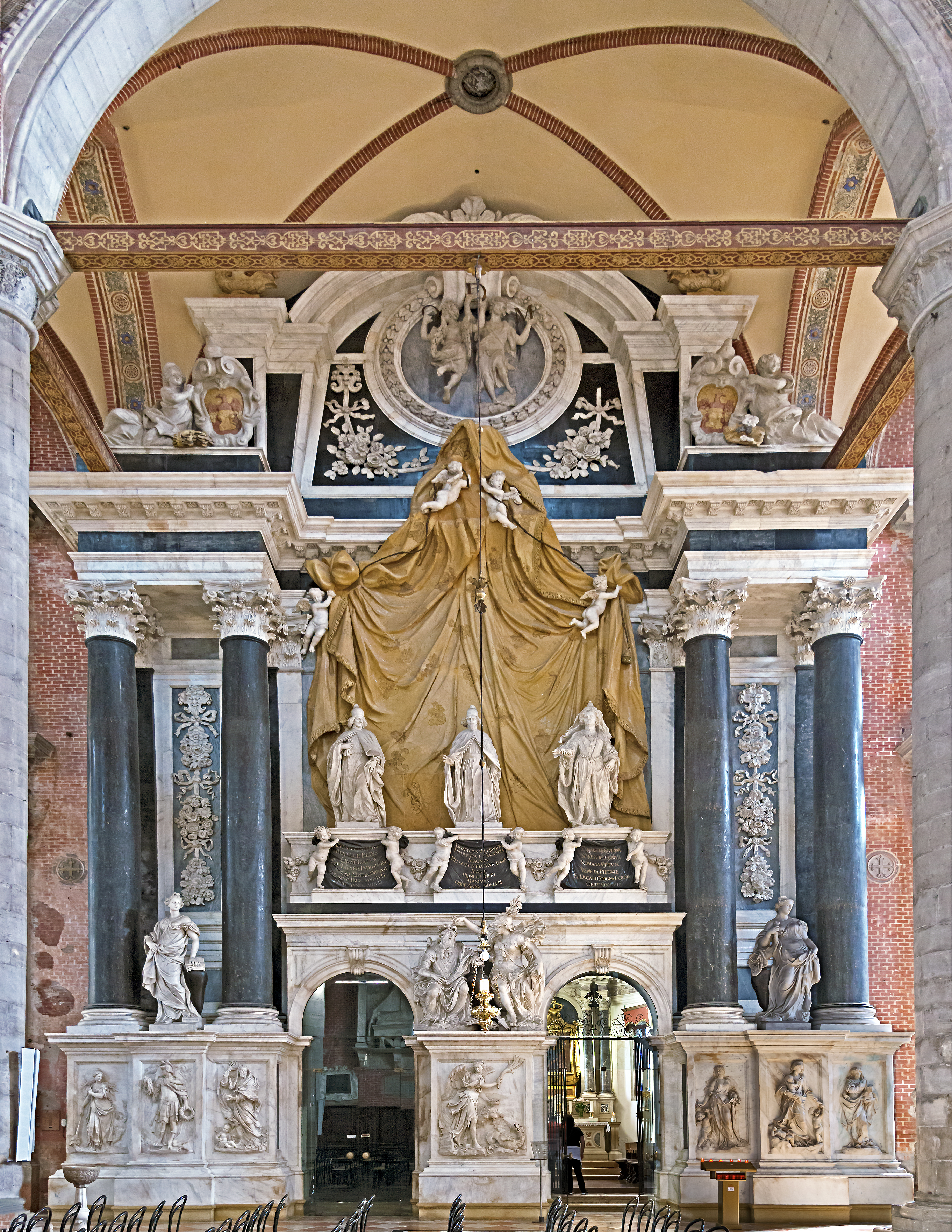
Надгробный монумент семейства Вальер.
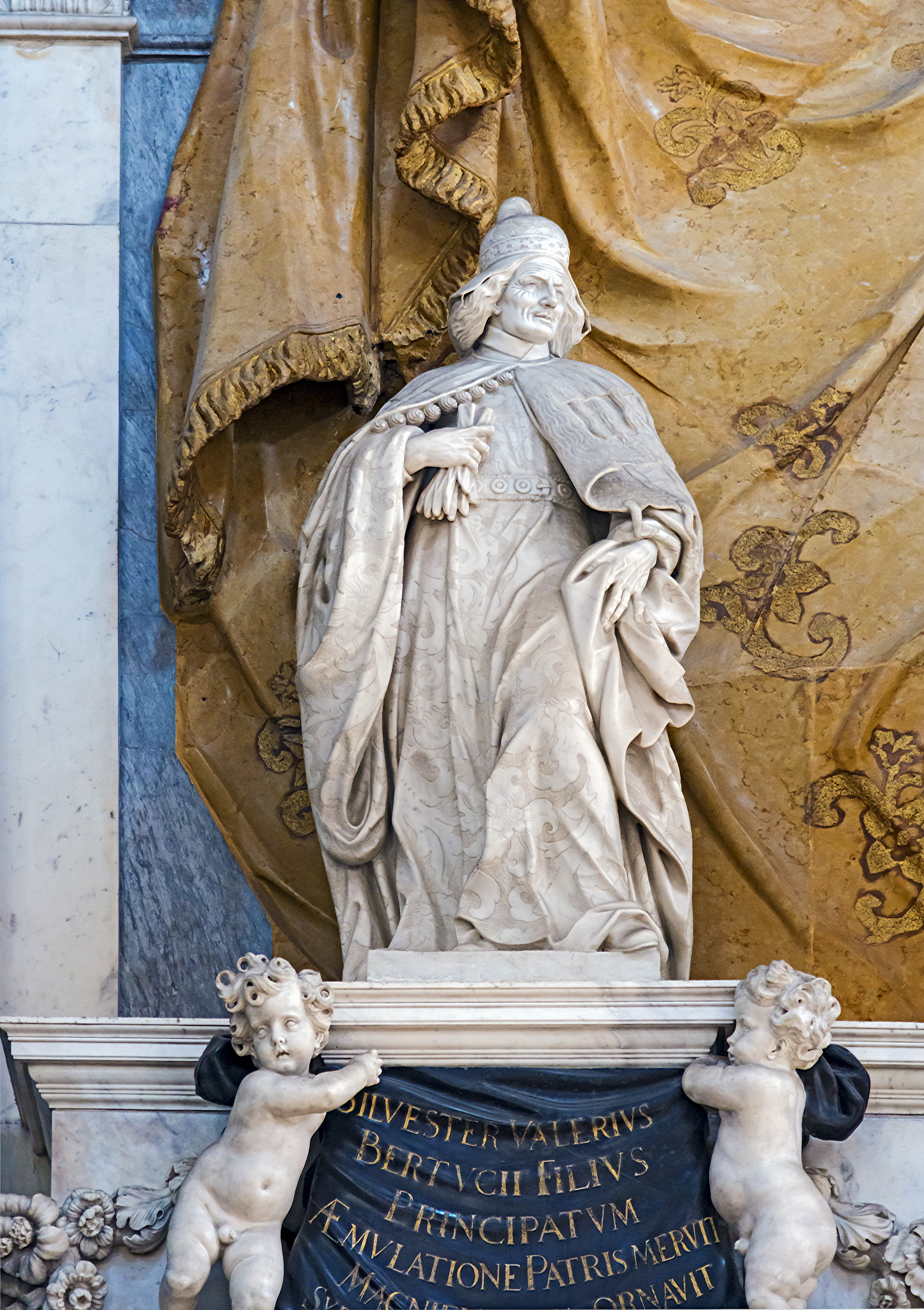
Статуя дожа Сильвестро Вальера.